# Владимир Сабоурин
Владимир Сабоурин (рождено име Vladimir Eduardo Sabourín Drenska) е пишещ на български литератор от френско-кубински произход: поет, филолог, историк на културата и литературен критик, причисляван към българския постмодернизъм. Автор на „Манифест на новата социална поезия“ и основател на литературното движение „Нова социална поезия“.

## Биография
Владимир Сабоурин (Vladimir Sabourín) е роден на 19 декември 1967 г. в Сантяго де Куба. През 1984 г. завършва Средното училище при Посолството на Русия в България (преди 1992: Съветско средно училище при Посолството на СССР в НРБ).
Завършва българска филология в СУ „Св. Климент Охридски“. През 1994 г. защитава докторска дисертация на тема „Увод в метаезика на Хумболтовата философия на езика“. Хабилитира се с монографията „Произход на испанския пикаресков роман: към генеалогията на реализма“ (2006 г.). Доктор на филологическите науки (2010 г.) с дисертацията „Мистика и Модерност. Испанската католическа мистика през Златния век“. Професор по антична и западноевропейска литература във ВТУ „Св. св. Кирил и Методий“.
Дебютната му книга „Sex Shop“ (Самиздат, 1993) е финансирана от неговите родители Хесус Сабоурин и Маргарита Дренска.
Гост-лектор на Университета на Федерална провинция Саар, Саарбрюкен и на Калифорнийския университет, Бъркли. Стипендиант на Гьоте-Общество във Ваймар, Германската служба за академичен обмен (DAAD), Федералното министерство за наука и комуникации на Република Австрия (BMWV) и Фондация Роберт Бош.
Artist-in-Residence (2011) в quartier 21 (Museumsquartier), Виена.
На 9.09.2016 г. публикува във ФБ „Манифест на новата социална поезия“ и основава литературното движение „Нова социална поезия“.

## Произведения

### Поезия
- „Sex Shop“. София: [Самиздат], 1993, 64 стр.[7]
- „Йожени или Новата Асамблея Знаме на мира“ (2004), електронна публикация в LiterNet.[8]
- „Кучка и други стихове 07“ (2007), електронна публикация на сайта „Грозни Пеликани“.
- „Мъртвите“ (2009), електронна публикация на сайта „Грозни Пеликани“.
- „бакърена фабрика“. София: Фондация „Литературен вестник“, 2015, 120 стр. ISBN 978-954-9602-42-5[9][10]
- „Работникът и смъртта“. София – Лондон: „Смол Стейшънс Прес“, 2016, 143 стр. ISBN 978-954-384-045-8[11][12][13][14][15][16]
- „Известна Също Като Розата на Рая“, София: „Пергамент“, 2016, 244 стр. ISBN 978-954-367-063-5,[17]
- „Останките на Троцки“, Варна: Електронно издателство „LiterNet“, 2017. ISBN 978-954-304-422-1
- „Останките на Троцки (93 – 17)“, София: [Самиздат], 2017, 384 стр. ISBN 978-619-188-155-0[18]
- „Троянски поети“, София: [Самиздат], 2019, 672 стр. ISBN 978-619-188-249-6[19][20][21][22]
- „Троянски поети. Избрани преводи“, Варна: Електронно издателство „LiterNet“, 2019. ISBN 978-954-304-438-2
- „Сънищата“, сп. „Нова социална поезия“, 10.04.2020, 68 стр.
- „Muchacha blanca: Selección de poesía de Vladimir Sabourín“ (Билингва), Traducción del búlgaro Marco Vidal González, Cala Bona (Islas Baleares): La Tortuga Búlgara, 2020, 129 p. ISBN-13: 979-8656092319[23]
- „Сънищата“, В. Търново: УИ „Св. св. Кирил и Методий“, 2020, 76 с. ISBN 978-619-208-224-6[24]
- „Старост“, София: [Самиздат], 2021, 116 стр. ISBN 978-619-91783-0-0 (Електронна публикация, сп. „Нова социална поезия“, 29.12.2020, 97 стр.)
- „Смъртта. Антология“, София: [Самиздат], 2021, 540 с. ISBN 978-619-91783-2-4 (Електронна публикация, сп. „Нова социална поезия“, 30.05.2021, 511 с.)[25]
- „Sabourín XXX Box“, София: [Самиздат], 2022, 2123 стр.

### Монографии
- Увод в метаезика на Хумболтовата философия на езика, София: [Самиздат], 1994, 148 стр.
- Произход на испанския пикаресков роман: към генеалогията на реализма, В. Търново: УИ „Св. св. Кирил и Методий“, 2006, 317 стр. ISBN 978-954-524-512-1 [26][27][28][29]
- Свещенотрезвото. Мистика и Модерност, В. Търново: УИ „Св. св. Кирил и Методий“, 2010, 560 стр. ISBN 978-954-524-729-3 [30][31][32]
- Сложност и ред. Изследвания върху ранната модерност, В. Търново, УИ "Св. св. Кирил и Методий, 2013, 432 стр. ISBN 978-954-524-883-2[33][34][35]
- Ляво поколение, дясно поколение. Иван Мешеков и Ернст Юнгер, В. Търново, УИ "Св. св. Кирил и Методий, 2020, 152 с. ISBN 978-619-208-210-9[36][37]

### Сборници с есета
- Изследвания. Литература / Модерност. Теология. Кино, София: Издателство „Графити“, 2000, 207 стр. ISBN 954-9826-04-X [38]
- Ляво и литературно, София: Издателство „PerMan“, 2001, 124 стр. ISBN 954-90865-1-8
- След сюблима. София: Издателство „PerMan“, 2003, 136 стр. ISBN 954-90865-2-6
- Sprache und Gewalt: Fluchtlinien der literarischen Moderne. Veliko Târnovo: PIC Verlag, 2003, 175 стр. ISBN 954-736-100-7
- Останка от една горда нощ. Към историята на победените, Велико Търново: Издателство „Фабер“, 2014, 262 стр. ISBN 978-619-00-0009-9
- Towards a New Social Poetry. Aesthetico-political Theses, Columbia, SC: CreateSpace Independent Publishing Platform, 2018, 62 стр., ISBN-13: 978-1985229341, ISBN-10: 198522934X
- Студии, София: Самиздат, 2023, 748 с. ISBN 978-619-91783-4-8

### Студии
- „Свещенотрезвото. Мистика и модерност (Втора част. Музика и Просвещение)“, електронна публикация на сайта „Грозни Пеликани“, 27 януари 2007, 317 стр.
- „Социално дисциплиниране и мистика през ХVI век“, електронна публикация на сайта „Грозни Пеликани“, 29 януари 2008, 226 стр.
- „Фигури на ранномодерния интелектуалец в De vita beata (1463) на Хуан де Лусена“, електронна публикация на сайта „Грозни Пеликани“, 24 август 2010, 33 стр.
- „Епос и ресентимент. Към генеалогията на романа“, електронна публикация на сайта „Грозни Пеликани“, 25 септември 2011, 90 стр.
- „Сложност и ред при Сад“, електронна публикация на сайта „Грозни Пеликани“, 6 септември 2013, 132 стр.

### Литературна критика
- „Може би моя – ортографията на Острова“, сп. „Български език и литература“, кн. 4 – 5, 1996, с. 9 – 15.
- „Тихата победа“, сб. Дебелянов. Съвременни интерпретации, В. Търново: Издателство „Слово“, 2003, с. 218 – 235.
- „След сюблима: Bulgaria Limited“, рец. за пиесата на Ани Илков Bulgaria Limited, в. „Литературен вестник“, бр. 38, 20.11.2002. Също в: електронно списание LiterNet, 11.04.2003.
- „Паузата: проекти, форми, глина“, рец. за Българският модернизъм на Бойко Пенчев, в. „Литературен вестник“, бр. 9, 03.-09.03.2004.
- „Модернизмът, обяснен за деца“, рец. за Модернизъм. Литературни анализи 10. клас на Йордан Ефтимов, „Литературен вестник“, бр. 18, 05.05.2004.
- „Ако мистиците бяха физици: липсващи страници на Кирил Василев“ Архив на оригинала от 2015-09-23 в Wayback Machine., рец. във в. „Литературен вестник“, бр. 21, 2010, с. 5.
- „Тъй бялото сърце на пясъчника“, рец. за Сърцето не е създател на Йордан Ефтимов в сп. „Страница“, бр. 2, 2013 (54), с. 151 – 154.
- „Към историята на победените. Тиханов в Бразилия“ Архив на оригинала от 2013-12-13 в Wayback Machine., рец. за Narrativas do exílio: cosmopolitismo além da imaginação liberal на Галин Тиханов във в. „Литературен вестник“, бр. 39, 27.11 – 3.12.2013, с. 9, 11.
- „Ако се каже за Бога, че е, то това би било нещо добавено: размисли върху Това не е религия на Владимир Градев“, рец. за Това не е религия на Владимир Градев в „Култура. Портал за култура, изкуство и общество“, 30.06.2014.
- „Между трона на свети Петър и Сега отпускаш Твоя раб: към политическата теология на Владимир Градев“, рец. за Излизания на Владимир Градев, в. „Литературен вестник“, бр. 17, 2015, с. 3.
- „Съработникът в Разпознавания на Владимир Градев“, рец. на Разпознавания. По пътищата на душата на Вл. Градев, в „Портал за култура, изкуство и общество“, 29.08.2017 г.

### Проза
- Поезия и тичане. Автобиография (2009), електронна публикация на сайта „Грозни Пеликани“.
- Естетика на прехода. Роман, електронна публикация на сайта „e-literature“, 5.09.-19.11.2009.

## Аудиозаписи
- Илиада.
- Божествена комедия. Кантика първа.
- Кървава песен.
- Дон Кихот. Първа и Втора част.
- Замъкът.
- Книга Битие.
- „Владимир Сабоурин тича“.

## Съставителство и редакция
- Георг Зимел, Социология. Изследвания върху формите на обобществяване, В. Търново: Издателство „ПИК“, 2002, 255 стр. ISBN 954-736-065-5 (Предговор, био-библиографска бележка, приложение, научна и стилистична редакция на превода от немски, бележки към текста.)
- Sabourin, V., Valkova, V. (Hg.) Philologie und Kulturwissenschaft in der Wende. Festschrift zum 60. Geburtstag von Prof. sc. Penka Angelova / Сабоурин, Вл. / Вълкова, Вл. (Съст.) Филология и културология в обрат. Юбилеен сборник в чест на 60-а годишнина на проф. дфн Пенка Ангелова, В. Търново: УИ „Св. св. Кирил и Методий“, 2011, 312 стр.
- Роберт Музил, Безпомощната Европа, Русе: МД „Елиас Канети“, 2013, 319 стр. ISBN 978-954-2992-10-3 (Послеслов, превод на избрани глави от Мъжът без свойства, научна и стилистична редакция на превода от немски в сътрудничество с Пенка Ангелова и Владимира Вълкова).
- Елиас Канети, Слуховидецът на века, Русе: МД „Елиас Канети“, 2014, 370 стр. ISBN 978-954-2992-22-6 (Превод на откъс от романа Ослепяването, студии върху автобиографичната трилогия, Ослепяването, Записките, научна и стилистична редакция на превода от немски в сътрудничество с Пенка Ангелова, Борис Минков и Ана Димова.)
- New Social Poetry. The Anthology, Columbia, SC: CreateSpace, 2018.[39]
- „Nouvelle poésie sociale: L'Anthologie“, Columbia, SC: CreateSpace, 2018

## Интервенции и дебати
- „Царят на българите“, в. „Литературен вестник“, бр. 19, 16.05 – 15 май 2001.
- „Отворено писмо до г-н Марин Бодаков“, 10.04.2007 на сайта „Грозни Пеликани“.[40]
- „Възражение In Memoriam“ Архив на оригинала от 2016-03-05 в Wayback Machine., в. „Литературен вестник“, бр. 30, 5 – 11.10.2011, с. 2. Също в блога на Владимир Сабоурин.
- „За смъртта и политическото“, 18.06.2013, в блога на Владимир Сабоурин.
- „15 години по-късно „Естествен роман“: mise en abyme на същото“, 31.12.2014, в блога на Владимир Сабоурин
- „Отворено писмо до Йордан Ефтимов във връзка с участието му в юбилея на Любомир Левчев“, 19.05.2015, в блога на Владимир Сабоурин. Също във в. „Литературен вестник“, бр. 26, 8 – 14.07.2015, с. 13 Архив на оригинала от 2015-07-15 в Wayback Machine..
- „Ние очевидно понасяме себе си отлично. И преди, и сега“, 13.07.2015, в блога на Вл. Сабоурин
- „Ad Господинов или Към носталгията по капитализма“, 13.12.2015, в блога на В. Сабоурин.
- „Спекулата на един някогашен млад или Лоши ли са основанията на скандала“ Архив на оригинала от 2016-06-11 в Wayback Machine., в. „Литературен вестник“, бр. 19, 11 – 17.05.2016, с. 1, 3. Също в блога на В. Сабоурин: „Спекулата на един някогашен млад. Към „Спекулата с младите“ на Йордан Ефтимов“, 24.04.2016.
- „Тези към ЛВ“, Електронно списание LiterNet, 3 март 2016, № 6 (199).
- „Сбогом, ЛВ“, Културни новини, 5 юни 2016.
- „Тези към настоящото състояние на академичната поезия“ Архив на оригинала от 2019-06-16 в Wayback Machine., Е-същност, 22 август 2016.
- „Манифест на новата социална поезия“, Сборище трубадури, 10 септември 2016 г.
- „Отворено писмо до Александър Кьосев, кандидат-депутат“, vs. archives, 23.02.2017.

## Кино
- Костадин Бонев, „Гео Милев в лабиринта на времето“, 2022.[41]

## Литературен образ
- Пламен Антов, „Владимир Сабоурин“, в електронното списание „Литературен клуб“, 3 юни 2006 г.
- Кева Апостолова, „Владимир Сабоурин – един от тия:“, електронното списание „Литературен клуб“, 1 юни 2016 г.

## Преводи на чужди езици
- „Происхождение суки из труда и частной собственности“, превод на руски от Мария Вирхов, 20.08.2007.
- „La princesse cubaine“, превод на френски от Красимир Кавалджиев.
- „Short Song of a Provincial“, превод на английски от Джонатан Дън.
- „Die Frauen von Bordeaux“, „Neue Sachlichkeit (Wannsee)“, „Lied der vietnamesischen Arbeiter“, „Die Zigarre des linken Dichters“, превод на немски от Томас Хюбнер
- „Manifesto of the New Social Poetry: Thirteen Missives“, Columbia, SC: CreateSpace, 2018, 126 стр., ISBN-10: 1985817497, ISBN-13: 978-1985817494
- „Workers VI“, превод на английски Кристофър Бъкстон
- „Trabajadores VI“ Архив на оригинала от 2018-07-07 в Wayback Machine., превод на испански Марко Видал

## Награди
- „Нова българска хуманитаристика“ (1999 – за ръкописа на „Изследвания. Литература. / Модерност. Теология. Кино“).
- „Дъбът на Пенчо“ (2010 – за книгите „Произход на испанския пикаресков роман“ и „Свещенотрезвото. Мистика и Модерност“).[42]
- Национална награда „Христо Г. Данов“ на Министерство на културата и Община Пловдив (2010) в категория „Хуманитаристика“ за изследването му „Свещенотрезвото. Мистика и Модерност“.[43]